# مارک اورمارس
مارک اورمارس (هلندی: Marc Overmars؛ زادهٔ ۲۹ مارس ۱۹۷۳) یک بازیکن فوتبال اهل هلند است و برای تیم های آژاکس،آرسنال و بارسلونا بازی کرده است. در زمان خود از جمله بازیکنان بزرگ فوتبال و یکی از سرعتی ترین بازیکنان جهان نیز به حساب می آید  
او نیز در ۸۶ بازی در تیم ملی فوتبال هلند ۱۷ گل بزند و یکی از اسطوره های فوتبالیست هلند می باشد  
اورمارس دسامبر 1995، دچار آسیب دیدگی رباط صلیبی شد که باعث شد او هشت ماه از میادین دور باشد. در سال 1997 به آرسنال پیوست و به کارنامه فوتبالی خود افتخارات بیشتر بخشید  
پس از خروج هلند از یورو 2000، طبق گزارش‌ها، لاتزیو و بارسلونا علاقه‌مند به جذب اورمارس بودند. بارسلونا پس از انتخاب خوان گاسپارت به عنوان رئیس، تلاش های خود را تسریع کرد. اورمارس از علاقه بارسلونا خبردار شد و گفت که انتقال به چنین باشگاهی "هر بازیکنی" را هیجان زده می‌کندبارسلونا برای اورمارس 25 میلیون پوند هزینه کرد و او را به گران ترین بازیکن تاریخ فوتبال هلند در آن زمان ها تبدیل کرد و او از بازیکنان بزرگ بارسلونا می باشد  

## تیم ملی
وی همچنین در تیم ملی فوتبال هلند بازی کرده‌است؛ و به عنوان سریع‌ترین بازیکن جهان نامبرده می‌شود.